# 爻蛺蝶屬
爻斑蝶屬（學名：Herona）是閃蛺蝶亞科裡的一個屬。只包含兩個物種，分別有爻蛺蝶及蘇門答臘爻蛺蝶，前者為模式種。分佈於錫金至婆羅洲。

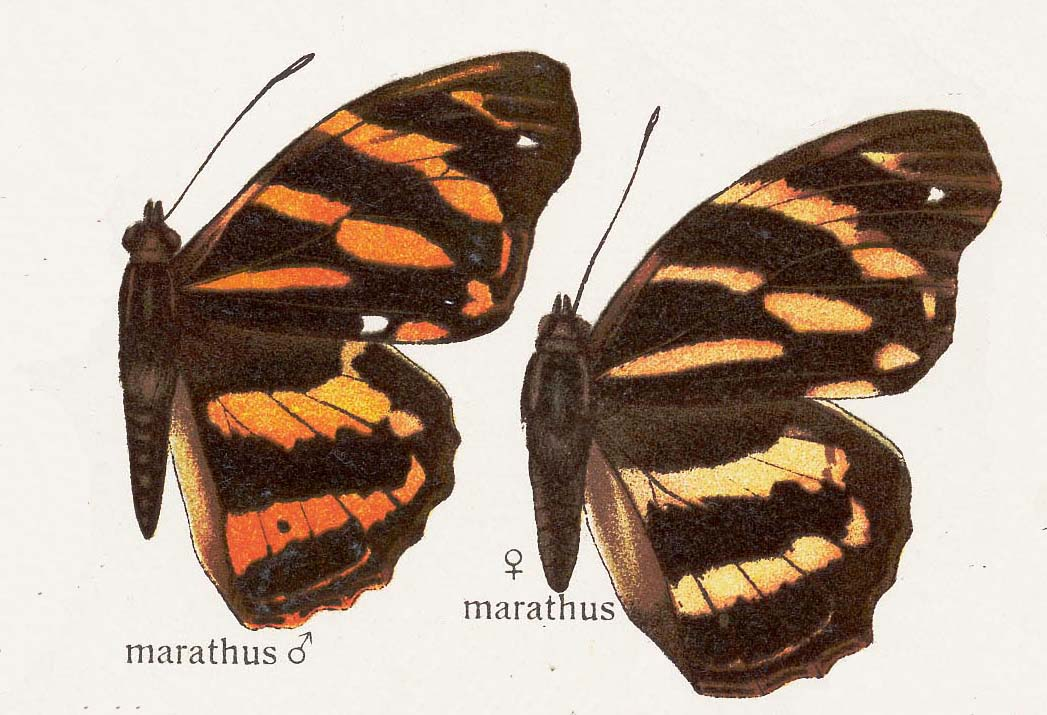